# Walter von Hollander
Walter von Hollander (Blankenburg, 1892. január 29. – Niendorf a. d. St., 1973.) német forgatókönyvíró, szerző és író. 1936 és 1964 között filmezett, több Georg Wilhelm Pabst-filmen is dolgozott.